# Distretto di Rize
Il distretto di Rize (in turco Rize ilçesi) è uno dei distretti della provincia di Rize, in Turchia.
| Controllo di autorità | VIAF (EN) 127951458 · LCCN (EN) n88192652 |